# Mekelweg
De Mekelweg is een weg in Delft en is de hoofdader van het campusgebied van de Technische Universiteit aldaar. De weg is vernoemd naar Jan Mekel, hoogleraar aan de faculteit mijnbouwkunde en verzetsstrijder in de Tweede Wereldoorlog.
In 2004 werd een begin gemaakt met de aanleg van het Mekelpark, een park van de aula tot het voormalige faculteitsgebouw van bouwkunde. Het park is ontworpen door het Delftse architectenbureau Mecanoo, dat ook de universiteitsbibliotheek heeft ontworpen.

## Gebouwen aan de Mekelweg
- Aula TU Delft
- Gebouw voor Werktuigbouwkunde, Maritieme techniek en Materiaalkunde
- Faculteit Civiele Techniek en Geowetenschappen
- EWI-gebouw
- Blue Birds
- Reactor Instituut Delft

## Galerij

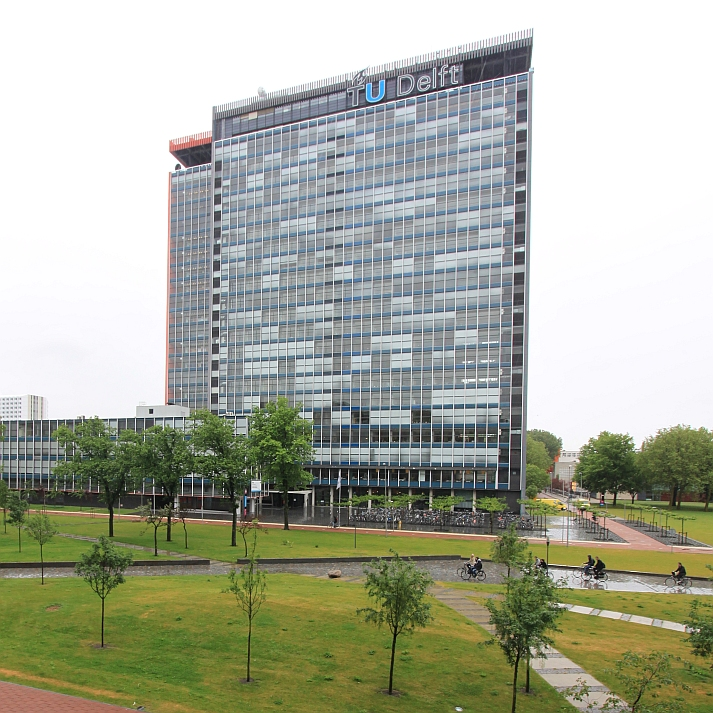
De Mekelweg ter hoogte van het EWI-gebouw in 2012
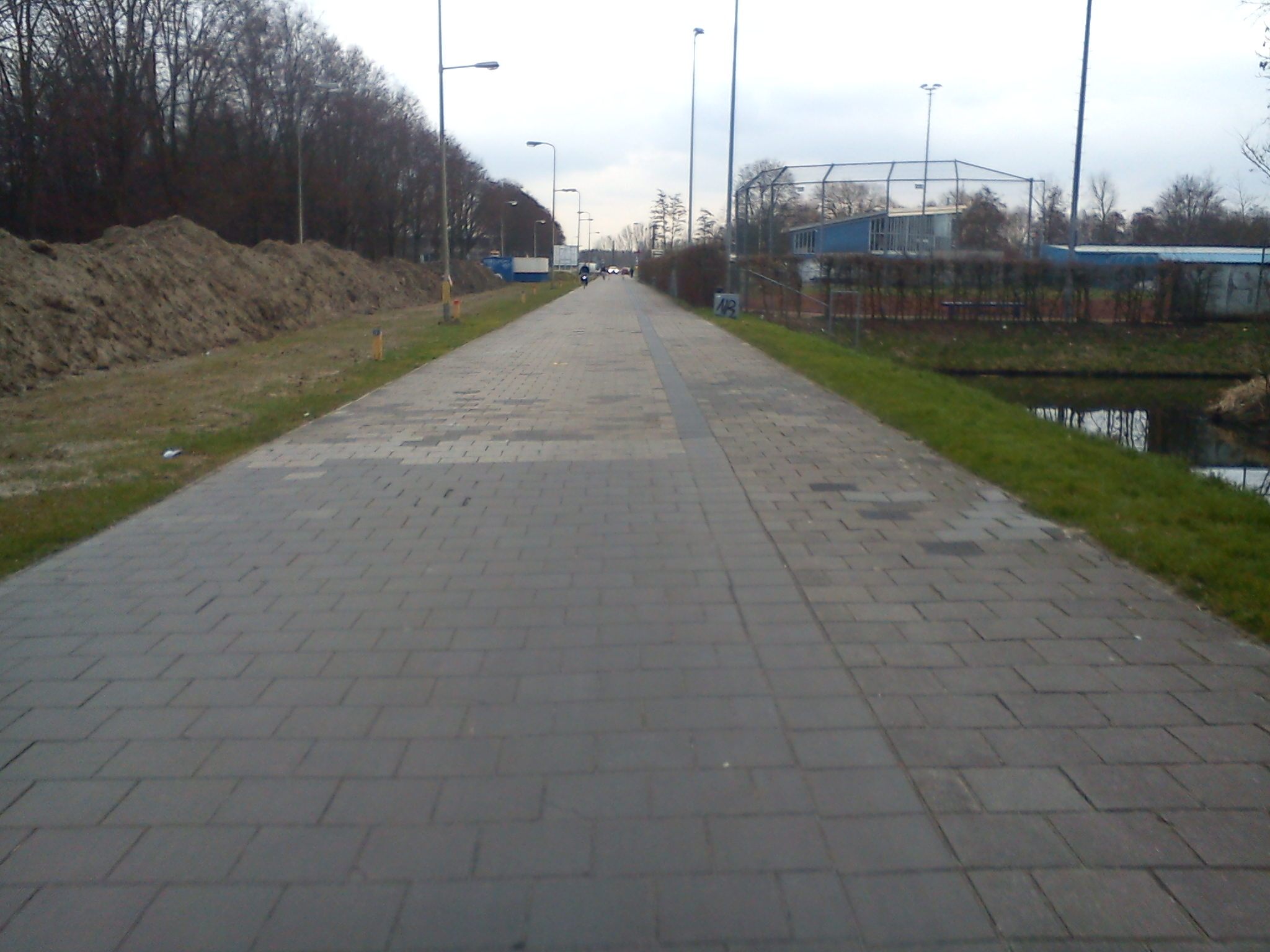
Het fietspad van de Mekelweg ter hoogte van honkbalvereniging Blue Birds